# Miss World 2008
Miss Świata 2008, 58. edycja Miss Świata odbyła się 13 grudnia 2008 roku w  Sandton Convention Centre – Johannesburg w Republice Południowej Afryki. Podczas gali finałowej Miss World 2007 – Zhang Zillin ukoronowała kolejną Miss World – Miss Rosji – Kseniję Suchinową.

## Wyniki konkursu
| Rezultat               | Państwo |
| ---------------------- | --- |
| Miss World 2008        | Rosja – Ksienija Suchinowa |
| I Wicemiss World 2008  | Indie – Parvathy Omannakuttan |
| II Wicemiss World 2008 | Trynidad i Tobago – Gabrielle Walcott |
| TOP 5                  | Angola – Birgite dos Santos Południowa Afryka – Tansey Coetzee |
| TOP 15                 | Barbados – Natalie Griffith Brazylia – Tamara Almeida Chorwacja – Josipa Kusić Islandia – Alexandra Ívarsdóttir Kazachstan – Alfina Nasyrova Meksyk – Anagabriela Espinoza Portoryko – Ivonne Orsini Hiszpania – Patricia Rodriguez Ukraina – Iryna Zhuravska Wenezuela – Hannelly Quintero |

Kontynentalne Zwyciężczynie
| Kontynent      | Kandydatka                            |
| -------------- | ------------------------------------- |
| Afryka         | Angola – Birgite dos Santos           |
| Ameryka        | Wenezuela – Hannelly Quintero         |
| Azja i Oceania | Indie – Parvathy Omanakuttan          |
| Europa         | Rosja – Ksienija Suchinowa            |
| Karaiby        | Trynidad i Tobago – Gabrielle Walcott |

## Kandydatki
W konkursie Miss Świata 2008 udział wzięło 109 państw:
| Państwo                       | Kandydatka                | Wiek | Wzrost | Miasto              | Region         |
| ----------------------------- | ------------------------- | ---- | ------ | ------------------- | -------------- |
| Albania                       | Egla Harxhi               | 18   | 175    | Tirana              | Europe         |
| Angola                        | Brigith dos Santos        | 18   | 180    | Luanda              | Africa         |
| Antigua i Barbuda             | Athina James              | 18   | 180    | Saint John’s        | Caribbean      |
| Argentyna                     | Agustina Quinteros        | 18   | 176    | Santa Rosa de Toay  | Americas       |
| Aruba                         | Christina Trejo           | 20   | 175    | Tanki Flip          | Caribbean      |
| Australia                     | Katie Richardson          | 20   | 178    | Albion Park         | Asia & Oceania |
| Austria                       | Kathrin Krahfuss          | 23   | 177    | Graz                | Europe         |
| Bahamy                        | Tinnyse Johnson           | 21   | 176    | Nassau              | Caribbean      |
| Barbados                      | Natalie Griffith          | 18   | 168    | Bridgetown          | Caribbean      |
| Białoruś                      | Volha Khizhynkova         | 21   | 184    | Witebsk             | Europe         |
| Belgia                        | Alizée Poulicek           | 21   | 175    | Bruksela            | Europe         |
| Belize                        | Charmaine Chinapen        | 21   | 174    | Belize City         | Americas       |
| Boliwia                       | Jackelin Arias            | 18   | 177    | Santa Cruz          | Americas       |
| Bośnia i Hercegowina          | Tanja Vujičić             | 18   | 178    | Nevesinje           | Europe         |
| Botswana                      | Itseng Kgomotso           | 19   | 178    | Gaborone            | Africa         |
| Brazylia                      | Tamara Almeida            | 23   | 174    | Ipatinga            | Americas       |
| Bułgaria                      | Julia Yurevich            | 19   | 177    | Kozłoduj            | Europe         |
| Kanada                        | Leah Ryerse               | 20   | 178    | Hamilton            | Americas       |
| Kajmany                       | Nicosia Lawson            | 25   | 175    | George Town         | Caribbean      |
| Chile                         | Nataly Chilet             | 23   | 175    | Santiago            | Americas       |
| Chiny                         | Mei Yanling               | 25   | 180    | Dalian              | Asia & Oceania |
| Tajwan                        | Jamie Lin                 | 24   | 173    | Taizhong            | Asia & Oceania |
| Kolumbia                      | Katherine Medina          | 18   | 180    | Medellín            | Americas       |
| Kostaryka                     | Amalia Matamoros          | 19   | 178    | Naranjo             | Americas       |
| Chorwacja                     | Josipa Kusić              | 20   | 182    | Zagrzeb             | Europe         |
| Curaçao                       | Norayla Francisco         | 23   | 179    | Willemstad          | Caribbean      |
| Cypr                          | Mari Vasileiou            | 18   | 168    | Larnaka             | Europe         |
| Czechy                        | Zuzana Jandová            | 20   | 178    | Karwina             | Europe         |
| Dania                         | Lisa Lents                | 21   | 174    | Kopenhaga           | Europe         |
| Dominikana                    | Geisha Montes de Oca      | 21   | 175    | Santo Domingo       | Caribbean      |
| Demokratyczna Republika Konga | Christelle Ndila          | 18   | 174    | Kinszasa            | Africa         |
| Ekwador                       | Marjorie Cevallos         | 22   | 183    | Guayaquil           | Americas       |
| Egipt                         | Sanaa Ismail Hamed        | 24   | 175    | Aleksandria         | Africa         |
| Salwador                      | Gabriela Gavidia          | 18   | 173    | La Libertad         | Americas       |
| Anglia                        | Laura Coleman             | 22   | 175    | Leicester           | Europe         |
| Etiopia                       | Hibret Fekadu             | 18   | 180    | Addis Abeba         | Africa         |
| Finlandia                     | Linda Wikstedt            | 19   | 174    | Helsinki            | Europe         |
| Francja                       | Laura Tanguy              | 20   | 175    | Angers              | Europe         |
| Gruzja                        | Khatuna Skhirtladze       | 18   | 177    | Tbilisi             | Europe         |
| Niemcy                        | Anne Katrin Walter        | 21   | 172    | Dahme-Spreewald     | Europe         |
| Ghana                         | Frances Takyi-Mensah      | 22   | 180    | Elmina              | Africa         |
| Gibraltar                     | Krystel Robba             | 22   | 178    | Gibraltar           | Europe         |
| Grecja                        | Aggeliki Kalaitzi         | 24   | 173    | Saloniki            | Europe         |
| Gwadelupa                     | Frédérika Charpentier     | 23   | 175    | Basse-Terre         | Caribbean      |
| Gwatemala                     | Maribel Arana             | 23   | 174    | Gwatemala           | Americas       |
| Gujana                        | Christa Simmons           | 23   | 173    | Georgetown          | Americas       |
| Honduras                      | Gabriela Zavala           | 23   | 183    | San Pedro Sula      | Americas       |
| Hongkong                      | Skye Chan                 | 24   | 165    | Hongkong            | Asia & Oceania |
| Węgry                         | Szilvia Freire            | 24   | 174    | Budapeszt           | Europe         |
| Islandia                      | Alexandra Ívarsdóttir     | 18   | 180    | Reykjavík           | Europe         |
| Indie                         | Parvathy Omanakuttan      | 21   | 175    | Kottayam            | Asia & Oceania |
| Indonezja                     | Sandra Angelia            | 22   | 169    | Surabaja            | Asia & Oceania |
| Irlandia                      | Sinéad Noonan             | 21   | 175    | County Meath        | Europe         |
| Izrael                        | Tamar Ziskind             | 23   | 176    | Hajfa               | Asia & Oceania |
| Włochy                        | Claudia Russo             | 25   | 178    | Mesyna              | Europe         |
| Jamajka                       | Brittany Lyons            | 19   | 166    | Kingston            | Caribbean      |
| Japonia                       | Mizuki Kubodera           | 21   | 173    | Kanagawa            | Asia & Oceania |
| Kazachstan                    | Alfina Nasyrova           | 20   | 175    | Ałmaty              | Asia & Oceania |
| Kenia                         | Ruth Kinuthia             | 22   | 184    | Nairobi             | Africa         |
| Korea Południowa              | Choi Bo-in                | 22   | 169    | Seul                | Asia & Oceania |
| Łotwa                         | Ina Avlasēviča            | 20   | 180    | Dobele              | Europe         |
| Liban                         | Rosarita Tawil            | 20   | 178    | Bejrut              | Asia & Oceania |
| Litwa                         | Gabrielė Martirosianaitė  | 18   | 176    | Kowno               | Europe         |
| Malezja                       | Soo Wincci                | 23   | 170    | Selangor            | Asia & Oceania |
| Malta                         | Martha Fenech             | 18   | 170    | St. Julian’s        | Europe         |
| Martynika                     | Élodie Delor              | 18   | 183    | Fort-de-France      | Caribbean      |
| Mauritius                     | Olivia Carey              | 19   | 170    | Vacoas              | Africa         |
| Meksyk                        | Anagabriela Espinoza      | 20   | 180    | Monterrey           | Americas       |
| Mołdawia                      | Iana Varnacova            | 17   | 180    | Kiszyniów           | Europe         |
| Mongolia                      | Chinbatyn Anun            | 23   | 173    | Ułan Bator          | Asia & Oceania |
| Czarnogóra                    | Mariana Mihajlović        | 18   | 180    | Plavnica            | Europe         |
| Namibia                       | Marelize Robberts         | 21   | 180    | Windhuk             | Africa         |
| Holandia                      | Carmen Kool               | 22   | 178    | Arnhem              | Europe         |
| Nowa Zelandia                 | Kahurangi Taylor          | 18   | 180    | Auckland            | Asia & Oceania |
| Nigeria                       | Adaeze Igwe               | 18   | 173    | Awka                | Africa         |
| Irlandia Północna             | Judith Wilson             | 23   | 180    | Enniskillen         | Europe         |
| Norwegia                      | Lene Egeli                | 21   | 178    | Stavanger           | Europe         |
| Paragwaj                      | Gabriela Rejala           | 19   | 173    | Ñemby               | Americas       |
| Peru                          | Annmarie Dehainaut        | 18   | 175    | Lima                | Americas       |
| Filipiny                      | Danielle Castaño          | 19   | 174    | Quezon City         | Asia & Oceania |
| Polska                        | Klaudia Ungerman          | 20   | 177    | Wysieradz           | Europe         |
| Portugalia                    | Andréia Rodrigues         | 24   | 175    | Lizbona             | Europe         |
| Portoryko                     | Ivonne Orsini             | 20   | 175    | Bayamón             | Caribbean      |
| Rosja                         | Ksienija Suchinowa        | 21   | 178    | Tiumeń              | Europe         |
| Saint Lucia                   | Joy-Ann Biscette          | 22   | 173    | Castries            | Caribbean      |
| Szkocja                       | Stephanie Willemse        | 19   | 180    | Glasgow             | Europe         |
| Serbia                        | Nevena Lipovac            | 19   | 175    | Belgrad             | Europe         |
| Seszele                       | Elena Angione             | 22   | 168    | Mahé                | Africa         |
| Sierra Leone                  | Tyrilla Gouldson          | 24   | 175    | Freetown            | Africa         |
| Singapur                      | Faraliza Tan              | 22   | 175    | Singapur            | Asia & Oceania |
| Słowacja                      | Edita Krešáková           | 19   | 180    | Seňa                | Europe         |
| Południowa Afryka             | Tansey Coetzee            | 23   | 174    | Johannesburg        | Africa         |
| Hiszpania                     | Patricia Yurena Rodríguez | 18   | 179    | Granadilla de Abona | Europe         |
| Sri Lanka                     | Rochelle Correa           | 24   | 176    | Kolombo             | Asia & Oceania |
| Suazi                         | Tiffany Simelane †        | 20   | 172    | Mhlambanyatsi       | Africa         |
| Szwecja                       | Jennifer Palm Lundberg    | 22   | 176    | Sigtuna             | Europe         |
| Tanzania                      | Nasreen Karim             | 22   | 174    | Mwanza              | Africa         |
| Tajlandia                     | Ummarapas Jullakasian     | 23   | 173    | Nonthaburi          | Asia & Oceania |
| Trynidad i Tobago             | Gabrielle Walcott         | 23   | 173    | Petit Valley        | Caribbean      |
| Turcja                        | Leyla Tuğutlu             | 19   | 180    | Stambuł             | Europe         |
| Uganda                        | Dora Mwima                | 18   | 175    | Tororo              | Africa         |
| Ukraina                       | Iryna Zhuravska           | 18   | 177    | Kijów               | Europe         |
| Stany Zjednoczone             | Lane Lindell              | 18   | 177    | Tampa               | Americas       |
| Urugwaj                       | Fatimih Dávila            | 20   | 175    | Montevideo          | Americas       |
| Wenezuela                     | Hannelly Quintero         | 23   | 178    | Caracas             | Americas       |
| Wietnam                       | Dương Trương Thiên Lý     | 19   | 170    | Đồng Tháp           | Asia & Oceania |
| Walia                         | Chloe-Beth Morgan         | 22   | 173    | Cwmbran             | Europe         |
| Zambia                        | Winfridah Mofu            | 19   | 172    | Lusaka              | Africa         |
| Zimbabwe                      | Cynthia Muvirimi          | 25   | 170    | Harare              | Africa         |

## Powroty do Konkursu
- Ostatni udział w  1999:
  -  Seszele
- Ostatni udział w 2004:
  -  Antigua i Barbuda
  -  Egipt
  -  Honduras
- Ostatni udział w 2005:
  -  Tajwan
- ostatni udział w 2006:
  -  Barbados
  -  Demokratyczna Republika Konga
  -  Portugalia
  -  Saint Lucia
  -  Zambia